# Гетто в Енджеюве
Гетто в Енджеюве — еврейское гетто, созданное нацистами в период оккупации Польши во время Второй мировой войны,  в городе Енджеюв. Существовало с весны—лета 1940 года по 16 сентября 1942 года.

## История
Немецкие войска захватили Енджеюв 4 сентября 1939 года. Через десять дней нацисты взяли в заложники десять членов местной общины, среди которых были её руководители, а также городской раввин, и освободили их только после того, как был заплачен выкуп в размере четверти миллиона злотых. Спустя несколько дней немецкие солдаты расстреляли трех евреев, просто переходивших улицу. В конце сентября 1939 года немецкие оккупационные власти издали декрет о конфискации всех коммерческих предприятий, заводов, фабрик и мельниц, принадлежащих евреям. В феврале 1940 года в Енджеюве был создан юденрат. Его председателем стал Тайтлбаум.

## Гетто
Весной, по другим данным, в июне 1940 года, в Енджеюве на улицах Пиньчовской и Лысаковской было создано гетто. Узников ежедневно принуждали к работам.  В декабре 1940 года был издан указ, предписывавший всем евреям, имеющим бороды, сбривать их «для сохранения здоровья». В том же месяце нацисты конфисковали у евреев тёплую одежду и меха. В ноябре 1940 года количество узников гетто составляло 4 200 человек. В марте 1942 года территория гетто была закрыто и обнесена забором из колючей, а торговля с другими жителями города запрещена.
Начиная с августа 1942 года в Енджеюв стали переселять евреев из других населённых пунктов: Лелова, Малогоща, Межвино, Нагловиц, Наважице, Пшаслава, Собкув. В итоге количество узников гетто увеличилось до 6000 человек.

## Ликвидация гетто
Ликвидация гетто началась 15 сентября 1942. Эсэсовцы, совместно с немецкими и украинскими полицейскими, провели обыски в домах. Жителям гетто было приказано явиться на следующий день в 8 часов утра на базарную площадь. В назначенный час большинство евреев собралось в указанном месте. Нацисты повторили обыск домов; тех, кто не мог выйти, расстреливали на месте. Из числа собравшихся немцы отобрали 250 человек, имевших необходимые профессии, и выдали им специальные документы. Среди них были трое членов юденрата и 25 сотрудников еврейской полиции с семьями. Их оставили в гетто. Остальных в количестве 4556 человек доставили на вокзал и посадили в товарные вагоны.
17 сентября 1942 года поезда прибыли в Треблинку. Женщин отправили в газовые камеры сразу. Как только их убили, в газовые камеры загнали мужчин.
В гетто Енджеюва оставались 230 еврейских рабочих. Они были размещены в небольших домах, а территория была огорожена колючей проволокой. Это место получило название «Малое гетто». Примерно через год, 2 сентября 1943 года, «Малое гетто» окружили эсэсовцы, немецкие и украинские полицейские. Евреев вывели на рыночную площадь, где было расстреляно 62 человека. Остальные в тот же день были отправлены в трудовой лагерь в Скаржиско-Каменне.